# 차벨리 이글레시아스
마리아 이사벨 이글레시아스 프레이슬레르(María Isabel Iglesias Preysler, 1971년 9월 3일 ~ )는 스페인(에스파냐)의 여성 모델이다.
1990년 광고 모델 첫 데뷔한 그녀는 가수 훌리오 이글레시아스의 큰딸이기도 하다.

## 같이 보기
- 스페인 사람 목록